# Kalisalak (Salaman)
Kalisalak is een bestuurslaag in het regentschap Magelang van de provincie Midden-Java, Indonesië. Kalisalak telt 3595 inwoners (volkstelling 2010).